# Arnaud Rebotini
Arnaud Rebotini (Nancy, 1970) es un músico, compositor y productor discográfico francés de electrónica y rock, miembro de la agrupación Black Strobe, que publicó su álbum de debut Burn Your Own Church en 2007. En 2018 ganó un Premio César y un Premio Lumiere en la categoría de mejor música original por su interpretación de la banda sonora del filme 120 latidos por minuto.

## Carrera
Rebotini fue miembro anteriormente de la banda de death metal Post Mortum, que posteriormente se convirtió en Swamp. En 1998 participó en el álbum One Trip/One Noise del grupo de rock francés Noir Desir con el tema "Lazy (Zend Avesta mix)".
En el año 2000 publicó un álbum de pop experimental titulado Organique bajo el seudónimo de Zend Avesta. A finales de 2008 publicó el disco Music Components con Citizen Records. Un año después lanzó una versión de remezclas, Music Components Rev2.
En 2010 recibió el premio Artist Qwartz en la 6.ª edición de los Qwartz Electronic Music Awards, y un año más tarde publicó el álbum Someone Gave Me Religion a través de la disquera Blackstrobe Records. El disco fue promocionado por dos EPs, Personal Dictator y All You Need Is Techno.
Tras ganar los premios César y Lumiere en 2018 por aportar la música de la película 120 latidos por minuto, en 2021 publicó un nuevo álbum, titulado New Territory mediante el sello Veyl. Un año después se encargó de componer y grabar la banda sonora de la película Occhiali neri del director italiano Dario Argento. La hija del director, Asia Argento, fue quien lo escogió para dicha labor.

## Discografía
- Music Components (CDZ023 Citizen Records, 2008)
- Music Components Rev2 (CDZ030 Citizen Records, 2009)
- Personal Dictator EP (BSR001 Blackstrobe Records, 2011)
- All You Need Is Techno EP (BSR002 Blackstrobe Records, 2011)
- Someone Gave Me Religion (BSR003 Blackstrobe Records, 2011)
- Another Time, Another Place EP (BSR004 Blackstrobe Records, 2011)
- New Territory (Veyl Records, 2021)